# 丰罗克
丰罗克（法語：Fonroque，法語發音：[fɔ̃ʁɔk]）是法国多尔多涅省的一个市镇，位于该省南部偏西，属于贝尔热拉克区。

## 地理
丰罗克（44°42'7"N, 0°25'4"E）面积9 平方千米，位于法国新阿基坦大区多爾多涅省，该省份为法国西南部内陆省份，是法國本土面积第三大的省，大致对应佩里戈尔地区，北起顺时针与夏朗德省、上维埃纳省、科雷兹省、洛特省、洛特-加龙省、吉倫特省和滨海夏朗德省接壤。
与丰罗克接壤的市镇（或旧市镇、城区）包括：埃梅、圣于连-伊诺桑斯-厄拉利、拉扎克代梅、塞尔和蒙吉亚尔。

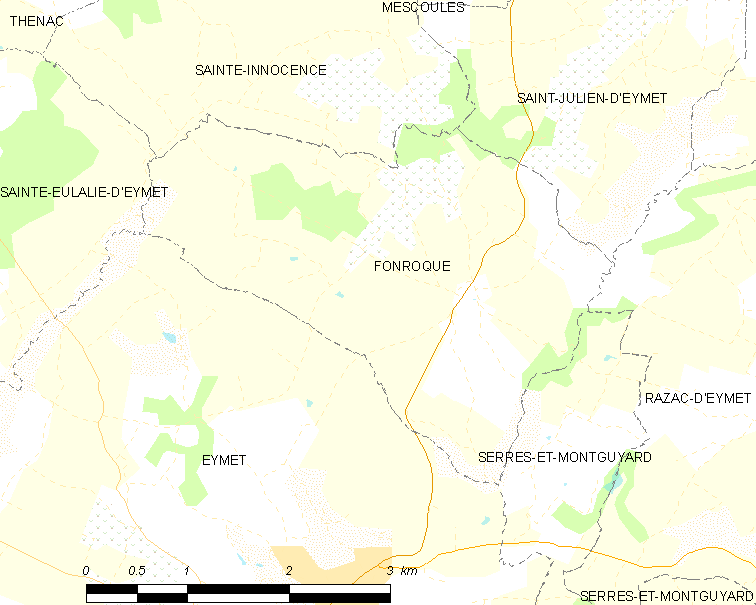
丰罗克的OSM定位图

丰罗克的时区为UTC+01:00、UTC+02:00（夏令时）。

## 行政
丰罗克的邮政编码为24500，INSEE市镇编码为24186。

## 政治
丰罗克所属的省级选区为南贝尔热拉库瓦县。

## 人口

1962-2008年间丰罗克人口变化图示

丰罗克于2022年1月1日时的人口数量为333人。